# Rogue Wave Software
Роуг Вејв Софтвер (званичан назив на енглеском језику: Rogue Wave Software) је америчка компанија за развој софтвера. Пружа вишеплатформне софтверске развојне алате и уграђене компоненте за апликације које могу бити паралелне, са много података, или апликације за суперрачунар.
Компанија је основана 1989. године у Сијетлу, држави Вашингтон, а потом померена у Корвалис, Орегон године 1990., а тренутно јој се седиште налази у граду Луисвил, држави Колорадо. У новембру 1996. је имала јавну продају акција на берзи NASDAQ: RWAV. 2003. године, компанија је купљена од стране Quovadx, који је потом преузела приватна фирма Battery Ventures јула 2007.
Rogue Wave Software је сада поново независна компанија. 2009. године, компанија је купила две компаније: Visual Numerics, провајдера напредног аналитичког софтвера, и TotalView Technologies, Inc (претходно Etnus, Inc.), која пружа алатке за дебаговање програма написаних на језицима C, C++ and Fortran. Године 2010., компанија је стекла власништво над фирмом Acumem, софтверском компанијом која се спијализовала за вишејезгарни софтвер, а у мају 2012. и положила права на производе ILOG Visualization C++, компаније IBM. У августу 2013., компанија је купила фирму OpenLogic, и Klocwork у јануару 2014. Октобра 2015 Rogue Wave Software је најавио куповину фирме Zend Technologies, која је правила алатке и пружала услуге за PHP технологију.

## Производи
Компанија Rogue Wave је ушла у посао 1989. правећи C++ библиотеку под називом Math.h++. 1990., избацили су и алатку Tools.h++, која је претходнца Стандардне Библиотеке Шаблона. ".h++" су комбиновани 2001. године у породицу производа под називом SourcePro C++. Скорије, Rogue Wave Software компанија је понудила производе који се фокусирају на паралелни развој.
2009., компанија Rogue Wave Software је купила фирме Visual Numerics (VNI) и TotalView Technologies, заједно са њиховим производима: IMSL Нумеричке Библиотеке и PV-WAVE, окружење за развој визуелне анализе података, као и алатке за дебаговање серијских и паралелних кодова, TotalView, MemoryScape и ReplayEngine.
2010., купили су Acumem, додајући ThreadSpotter за оптимизацију перформанси.
У производе компаније Rogue Wave спадају: Klocwork, OpenLogic, HostAccess, HydraExpress, IMSL Нумеричке Библиотеке, PV-WAVE, Views, Server, DBLink, JViews, Elixir, SourcePro C++, Stingray, TotalView и Zend.
Октобра 2015., компанија Rogue Wave Software је купила фирму Zend Technologies.